# Stefan Müller-Stach

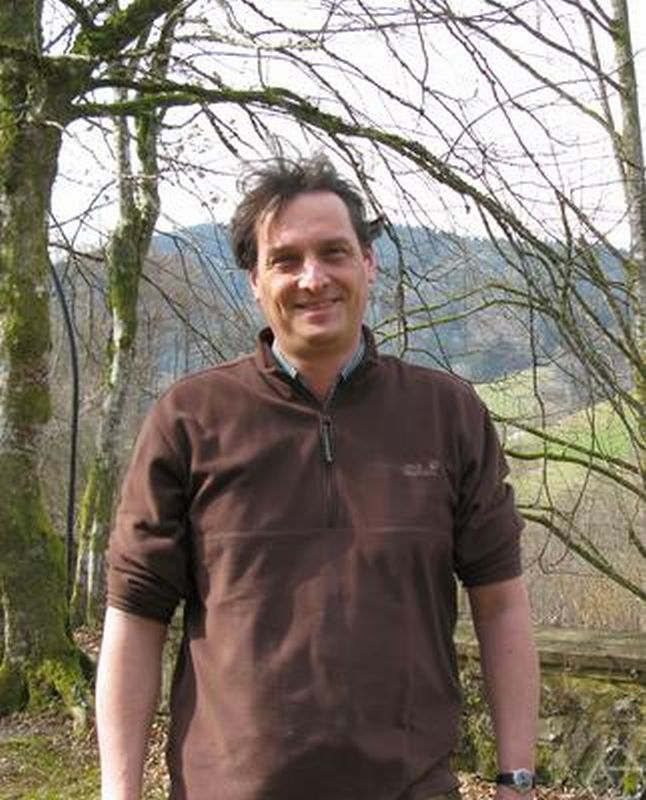
Stefan Müller-Stach, Oberwolfach 2010

Stefan Müller-Stach (* 13. Februar 1962 in Friedrichshafen) ist ein deutscher Mathematiker, der sich mit algebraischer und arithmetischer Geometrie befasst.

## Leben und Ausbildung
Müller-Stach ging in Ingolstadt zur Schule und studierte ab 1982 Mathematik an der Universität München und der Universität Bayreuth, an der er 1987 sein Diplom erwarb und 1989 bei Thomas Peternell promoviert wurde (Eine Anwendung der Klassifikationstheorie projektiver Varietäten auf Kompaktifizierungen des C3). Als Post-Doktorand war er an der University of Utah, der Harvard University, der University of California, Los Angeles (UCLA) und der Universität Pisa. Ab 1992 war er Assistent an der Universität Essen (bei Hélène Esnault und Eckart Viehweg), an der er sich 1996 habilitierte. 1998 bis 2003 war er Heisenberg-Stipendiat. 1999/2000 war er Gastwissenschaftler am Max-Planck-Institut für Mathematik in Bonn. 2002/3 war er Professor an der McMaster University, 2003 war er Gastprofessor am Institut Fourier in Grenoble und 2003 wurde er Professor für Zahlentheorie an der Johannes-Gutenberg-Universität Mainz. Ab 2007 war er der Gründungssprecher des Sonderforschungsbereichs TRR 45 der Deutschen Forschungsgemeinschaft (Perioden, Modulräume und Arithmetik algebraischer Varietäten). 2012 bis 2014 war er dort Dekan und ist seit April 2017 Vizepräsident für Forschung und wissenschaftlichen Nachwuchs.
Er befasst sich insbesondere mit Algebraischer K-Theorie, Motivischer Kohomologie, Perioden und Hodge-Theorie.
Zu seinen Doktoranden gehört Moritz Kerz.
2008 bis 2012 war er geschäftsführender Herausgeber der Mathematischen Semesterberichte. Von 2012 bis 2020 wurde er für zwei Amtszeiten in das Fachkollegium 312 Mathematik der Deutschen Forschungsgemeinschaft gewählt und war von 2016 bis 2020 dessen Sprecher. 2022 wurde Müller-Stach zum Mitglied der Akademie der Wissenschaften und der Literatur gewählt.

## Schriften
- The code of mathematics, Mathematics Study Resources, Vol. 11, Springer Nature 2024, ISBN 978-3-662-69482-4
- Richard Dedekind - What are and what should the numbers be? Continuity and irrational numbers, Classic Texts in the Sciences, Springer Nature 2024, ISBN 978-3-662-70056-3
- Der Code der Mathematik, Springer Spektrum Verlag 2023, ISBN 978-3-662-66561-9
- Richard Dedekind – Stetigkeit und Irrationale Zahlen und Was sind und was sollen die Zahlen?, Springer Spektrum Verlag 2017, 2. Auflage 2023, ISBN 978-3-662-68141-1
- mit Annette Huber: Periods and Nori motives, Springer International Publishing 2017, ISBN 978-3-319-50925-9
- mit Jens Piontkowski: Elementare und algebraische Zahlentheorie. Ein moderner Zugang zu klassischen Themen. Vieweg Verlag 2006, 2. Auflage 2011, ISBN 978-3-8348-1256-8
- mit Carlson James, Chris Peters: Period mappings and period domains, Cambridge University Press 2003, 2. Auflage 2017, ISBN 978-1-316-63956-6
- Herausgeber mit Chris Peters: Transcendental aspects of algebraic cycles: proceedings of the Grenoble summer school, 2001, Cambridge University Press 2004, ISBN 978-1-299-40490-8
- Herausgeber mit B. Brent Gordon, James D. Lewis, Shūji Saitō, Noriko Yui: The arithmetic and geometry of algebraic cycles (Invited Lectures CRM Summer School, 1998, Banff), Nato Science Series C, Vol. 548, Springer Science+Business Media Dordrecht 2000, ISBN 978-0-7923-6193-0
- Herausgeber mit B. Brent Gordon, James D. Lewis, Shūji Saitō, Noriko Yui: The arithmetic and geometry of algebraic cycles (Contributed Lectures CRM Summer School, 1998, Banff), CRM Proceedings & Lecture Notes, Vol. 24, American Mathematical Society 2000, ISBN 978-0-8218-1954-8